# 通惠门站
通惠门站位于中華人民共和國四川省成都市青羊区，是成都地铁2号线的地下车站。

## 车站概要
本站位于琴台路与下同仁路之间的通惠门路北侧，于2012年9月16日开通使用。通惠门站得名于1913年成都市在西校场附近的老城墙上开凿的新城门——通惠门，本站南侧临近琴臺故径历史文化街区，北侧临近宽窄巷子历史文化街区。

## 车站结构
通惠门站为地下两层单柱岛式站台车站，标准段宽18.5米，主体建筑面积为16018平方米。

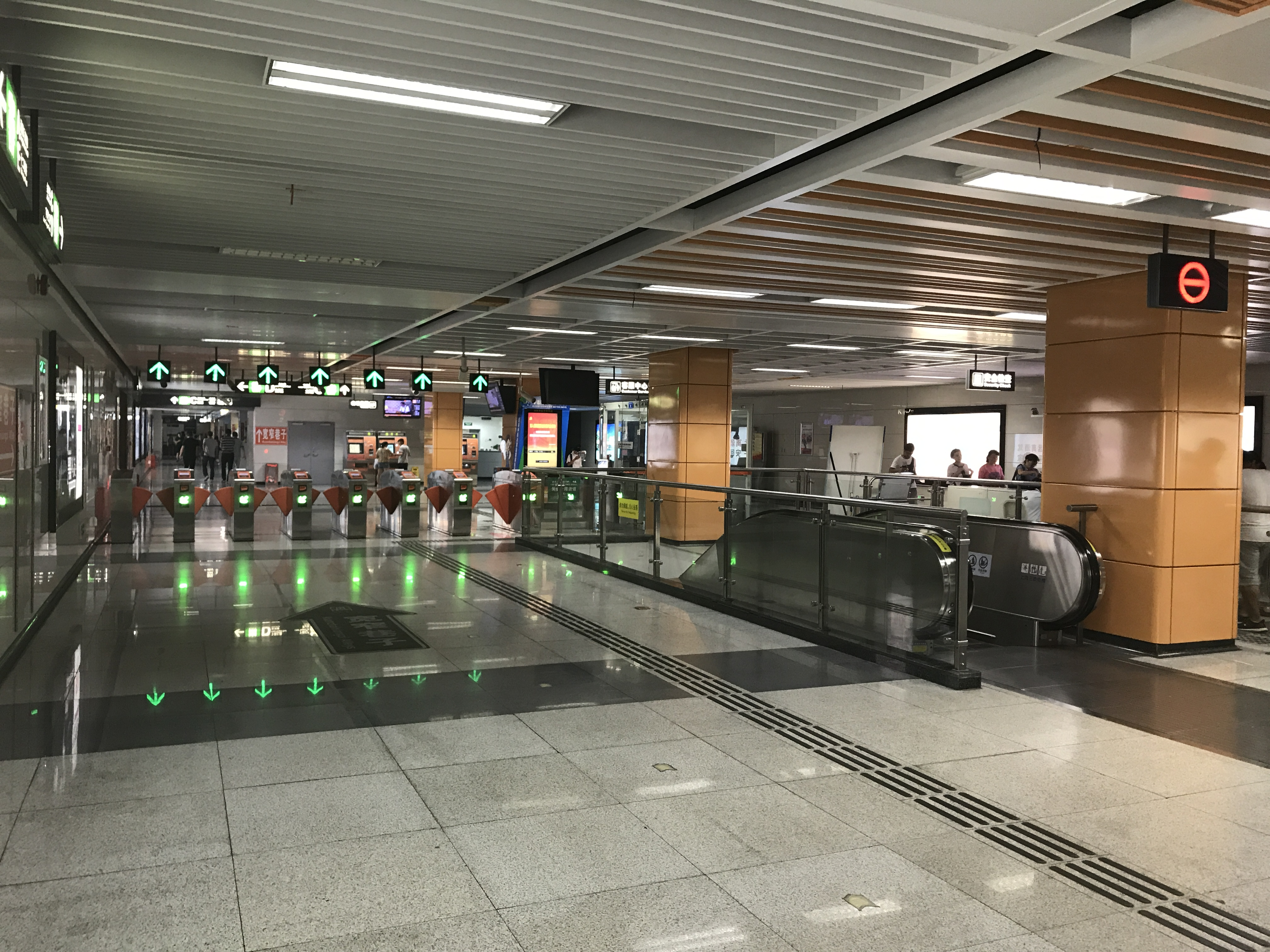
站厅层
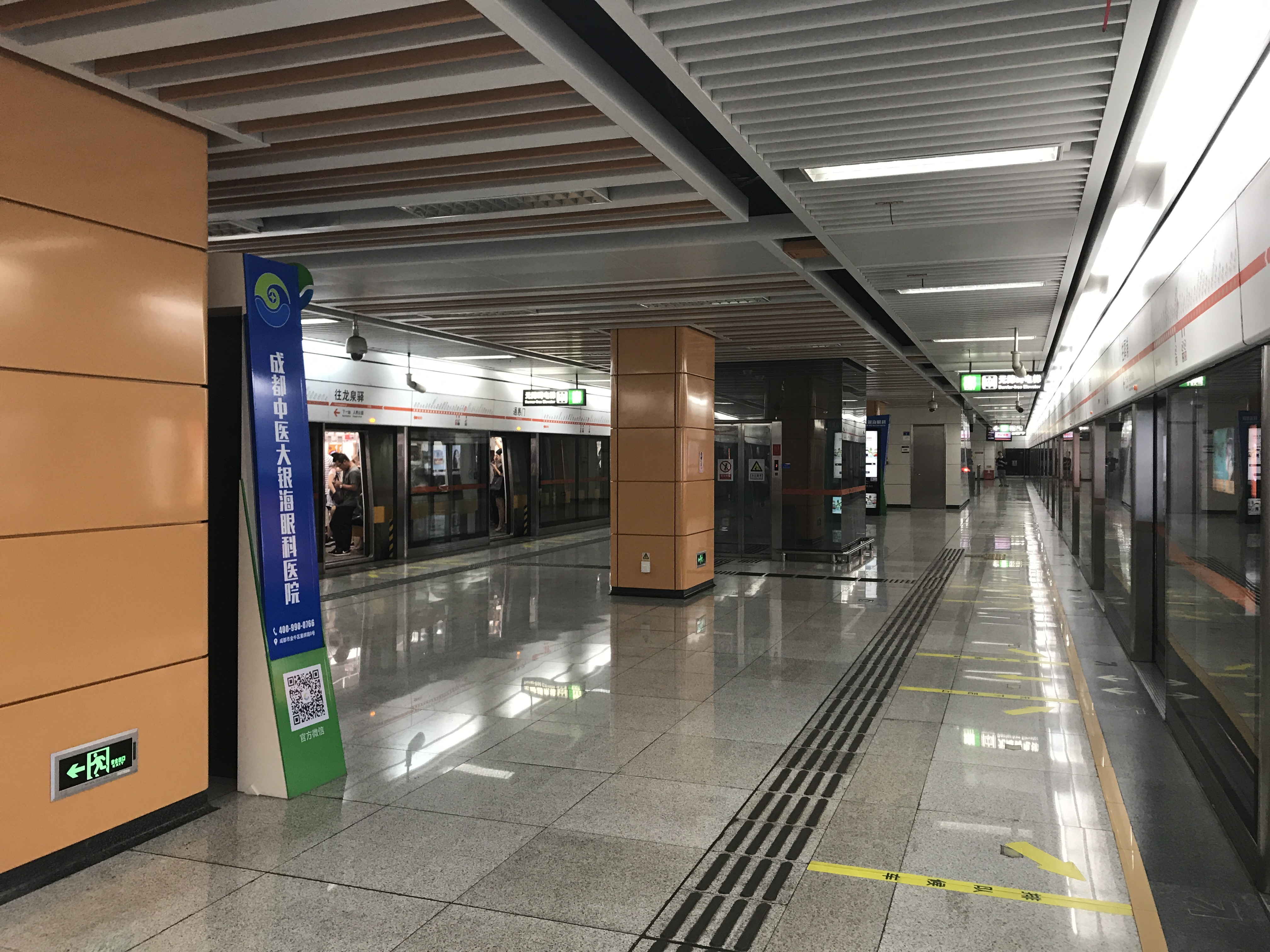
站台层

| 地面              | 0    | 出口A·C–E |
| 地下一层          | 站厅 | 自助购票 客服中心                                                                                            |
| 地下二层          | 站台 | \| \| \| 2号线往犀浦（中医大·省医院） \| \| 島式 · 開左邊车门 \| \| \| \| \| \| 2号线往龙泉驿（人民公园） \| |
|                   |      | 2号线往犀浦（中医大·省医院）                                                                                 |
| 島式 · 開左邊车门 |      | |
|                   |      | 2号线往龙泉驿（人民公园）                                                                                    |

- 站厅层
- 站台层

## 出入口
本站目前开放4个出入口。
|          |            |                                                                    |      |
| 编号     | 设施       | 指示                                                               | 照片 |
|          | 无障碍电梯 | 通惠门南侧、琴台路                                                 |      |
| 出口 · C | 卫生间     | 下同仁路、金河路、包家巷、柿子巷、宽窄巷子、成都市公共法律服务中心 |      |
| 出口 · D |            | 下同仁路、金河路、包家巷、柿子巷、宽窄巷子                         |      |
| 出口 · E |            | 十二桥路、西安南路                                                 |      |

## 历史
- 2008年10月22日，开始打围[3]。
- 2010年2月8日，主体封顶[4]。
- 2012年9月16日，正式启用[1]。